# Harrevelder Schans
De Harrevelder Schans is een militair verdedigingswerk ten oosten van het Nederlandse dorp Haaksbergen, provincie Overijssel. De schans dateert vermoedelijk uit de 17e eeuw. Na een restauratie in de 20e eeuw is de schans weer zichtbaar in het landschap en maakt het deel uit van natuurgebied het Buurserzand. 

## Geschiedenis
De schans ligt op een voorheen strategische locatie, namelijk een verhoogde doorgang tussen twee veengebieden. Aan de zuidzijde van de schans stroomt de Buurserbeek, aan de noordzijde lag tot in de 20e eeuw een Hessenweg met een landweer. De route via de Hessenweg en de schans was de enige mogelijkheid om de veengebieden te passeren.
Het is niet duidelijk wanneer de Harrevelder Schans is aangelegd: de oudste vermelding van de schans dateert uit 1642, maar gezien de vormgeving zal de bouwtijd eind 16e of eerste helft 17e eeuw zijn geweest. De opdrachtgever is eveneens onbekend, net als de reden waarom de schans is aangelegd. Mogelijk is er een verband met de vele oorlogshandelingen die zich eind 16e eeuw afspeelden in Twente. Gezien de ingang in de westelijke wal lijkt het aannemelijk dat de potentiële vijand uit oostelijke richting kwam.
Tijdens de Tweede Münsterse Oorlog (1672-1674) zouden soldaten uit Münster gelegerd zijn in de schans, maar er is geen bewijs dat dit daadwerkelijk is gebeurd.
In de Eerste Wereldoorlog werd de schans gebruikt voor schietoefeningen door het Nederlandse leger. Soldaten vonden bij graafwerk musketkogels, aardewerk, knopen, gespen en fragmenten van dakpannen. Ook is een munt van Albrecht van Oostenrijk en zijn echtgenote Isabella van Spanje aangetroffen, daterend uit de periode 1598-1621.
In de 19e eeuw werden de marken opgeheven en het gebied kwam in bezit van de familie Van Heek. Zij schonk het gebied, met de schans, in 1929 aan Natuurmonumenten.
Tijdens de Tweede Wereldoorlog plaatste het Duitse leger een zoeklicht in de schans, als onderdeel van hun luchtverdediging.
In 1975 werd geld beschikbaar gesteld om de overwoekerde schans weer in ere te herstellen. De Heidemaatschappij herstelde in 1978 de aarden wallen. Ook werden de grachten uitgediept en het binnenterrein vrijgemaakt van struikgewas. Stichting Menno van Coehoorn was hierbij de adviserende partij. 

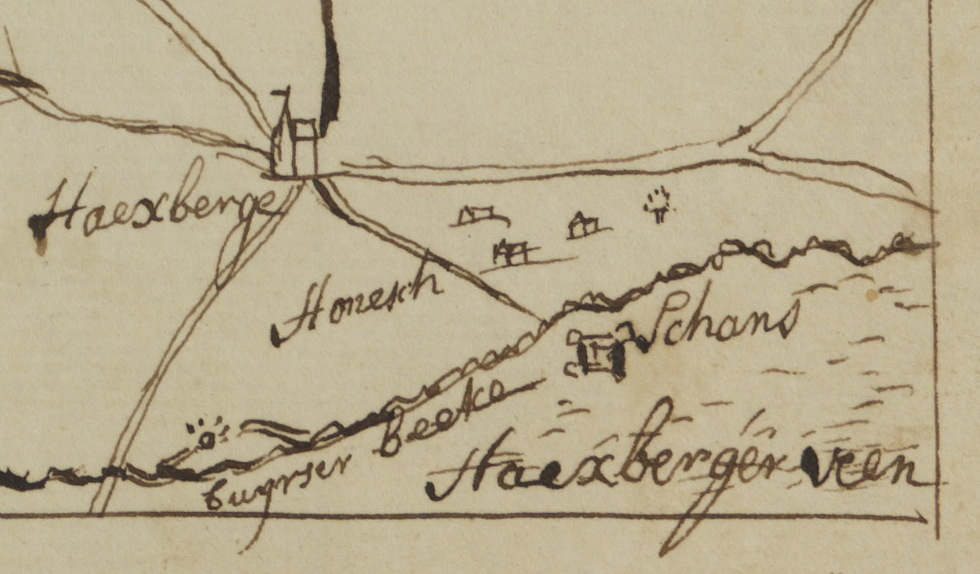
De Harrevelder Schans op een kaart uit 1750. Overigens staat de schans aan de verkeerde oever van de Buurserbeek afgebeeld: de schans ligt in werkelijkheid aan de noordzijde en niet de zuidzijde.

Begin 21e eeuw is een kanonskogel met een diameter van acht centimeter gevonden.

## Naamgeving
De oudste vermelding van de Harrevelder Schans dateert uit 1642 en noemt het de Haxbergsche schanse. Op de 18e-eeuwse Hottingerkaart wordt de schans aangeduid als Warvelder schans, vanwege de ligging in het Warveld. Uiteindelijk verbasterde dit tot Harrevelder Schans.
De schans staat ook wel bekend als de Statenschans, hetgeen zou verwijzen naar de opdrachtgever, de Staten-Generaal. Deze naam is echter pas later in gebruik gekomen.
De naam Tillyschans zou verwijzen naar graaf Johan t'Serclaes van Tilly, die in 1623 de Slag bij Stadtlohn won. Er is echter geen verband aangetoond tussen deze graaf en de schans.

## Beschrijving
De Harrevelder Schans is ontworpen volgens het Oud-Nederlandse Stelsel: een vierkant grondplan met wallen en op de hoeken halfbastions. De schans is ongeveer 40 bij 40 meter groot en heeft een binnenterrein van 28 bij 28 meter. De wallen zijn tien meter breed en twee meter hoog. Aan de westzijde bevindt zich een toegang; mogelijk heeft er tevens een toegang gezeten in de oostzijde. Uit de vondst van dakpannen kan worden afgeleid dat er mogelijk een houten bouwwerk heeft gestaan op het binnenterrein.
Rondom de schans ligt een vier meter brede gracht die oorspronkelijk verbinding had met de Buurserbeek. De beek schoof in de loop der tijd op in zuidelijke richting, maar bleef de gracht van water voorzien via de drassige laagte tussen de beek en de schans. Door de kanalisatie van de Buurserbeek in 1938 kwam er een einde aan deze verbinding.
Na de restauratie in de jaren 70 van de 20e eeuw is de schans aan de noordzijde via een smalle brug te bereiken.